# Mycostigma
Mycostigma is een monotypisch geslacht van schimmels behorend tot de familie Atheliaceae. Het bevat alleen  de soort Mycostigma aegeritoides.